# Lena (Noorwegen)
Lena is een plaats in de Noorse gemeente Østre Toten, provincie Innlandet. Lena telt 1126 inwoners (2007) en heeft een oppervlakte van 1,58 km².

## Geboren in Lena
- Margit Sandemo (1924-2018), Noors-Zweeds schrijfster